# Blandford, Massachusetts

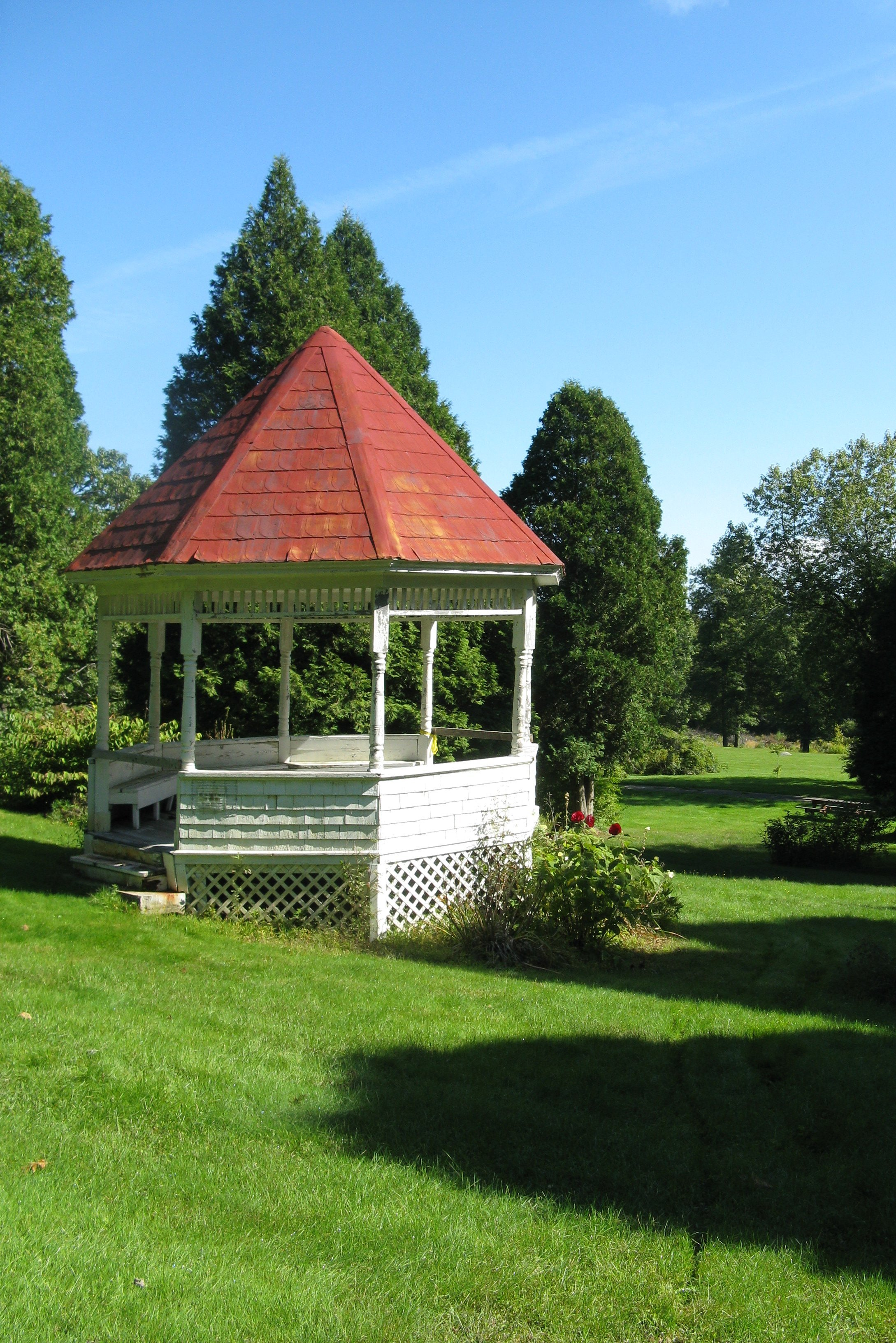

Blandford är en kommun (town) i Hampden County i delstaten Massachusetts, USA med cirka Vid folkräkningen år 2000 bodde 1 214 personer på orten. Den har enligt United States Census Bureau en area på totalt 138,7 km² varav 7,6 km² är vatten.